# Долгое (Павлодарская область)
Долгое (каз. Долгое) — село в Павлодарской области Казахстана. Находится в подчинении городской администрации Павлодара. Входит в состав Кенжекольского сельского округа. Код КАТО — 551043300.

## Население
В 1999 году население села составляло 330 человек (172 мужчины и 158 женщин). По данным переписи 2009 года, в селе проживали 274 человека (135 мужчин и 139 женщин).